# Navalonguilla
Navalonguilla település Spanyolországban, Ávila tartományban. Navalonguilla Valverde de la Vera, Talaveruela de la Vera, Viandar de la Vera, Losar de la Vera, Puerto Castilla, Nava del Barco, Tormellas, Bohoyo és Villanueva de la Vera községekkel határos. Lakosainak száma 185 fő (2024).

## Népesség
A település népessége az utóbbi években az alábbiak szerint változott:
| Lakosok száma | 433  | 408  | 378  | 329  | 300  | 258  | 256  | 226  | 209  | 185  |
|               | 2001 | 2004 | 2006 | 2009 | 2011 | 2014 | 2016 | 2019 | 2021 | 2024 |